# Félix María Zuloaga

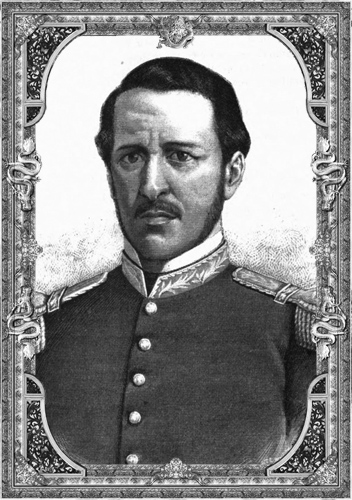
Félix María Zuloaga

Félix María Zuloaga Trillo (Álamos, 31 maart 1814 - Mexico, 11 februari 1876) was een conservatief Mexicaans politicus en militair.
Hij vocht onder andere tegen Apachen in het noorden, en tegen de seccesionistische Republiek Yucatán. Hij vocht tegen de liberale rebellen die in 1855 Antonio López de Santa Anna omver wierpen, waarbij hij gevangen werd genomen. Ignacio Comonfort verleende hem gratie en gaf hem een ministerspost.
Toen Comonfort de liberale grondwet van 1857 in werking stelde kwam Zuloaga tegen hem in opstand. Op 11 januari 1858 liet hij zijn soldaten alle belangrijke punten in Mexico-Stad innemen en verklaarde hij dat Comonfort niet langer meer president was. Hiermee begon de Hervormingsoorlog. Zijn medeconservatieven keerden zich echter tegen hem, en hij werd afgezet en vervangen door Manuel Robles Pezuela. Miguel Miramón verklaarde later dan weer dat de afzetting van Zuloago onwettig was, en bood hem weer aan president te worden, wat hij weigerde. Hij werd daarop gevangengenomen door Miramón. Hij wist echter te ontsnappen en riep zich alsnog tot president uit.
Toen de conservatieven zo goed als verslagen waren sloten Miramón en Zuloaga vrede. Ze lieten Melchor Ocampo oppakken en ter dood veroordelen. Hierdoor kwam er een prijs op zijn hoofd te staan, waarna hij naar Europa vluchtte.